# حرب 1812
حرب 1812 (بالإنجليزية: War of 1812)‏، كانت بين الولايات المتحدة الأمريكية وبريطانيا العظمى ومستعمراتها في أمريكا الشمالية بالإضافة إلى الحلفاء من الهنود الحمر. كانت حربًا غريبة يمكن تسميتها أيضًا بحرب الاتصال. فقبل يومين من إعلان الحرب كانت الحكومة البريطانية قد صرّحت بأنها ستلغي القوانين التي كانت السبب الرئيسي في القتال. فلو كان هنالك اتصال برقي بين أمريكا وأوروبا، لكان من الممكن جدًا تجنب الحرب.
كانت شكوى الولايات المتحدة الرئيسية ضد بريطانيا تتمثل في اعتراضها للسفن. ولكن ولايات إنجلترا الجديدة ـ مركز السفن الكبير في الولايات المتحدة ـ عارضت بشدة فكرة اللجوء إلى الحرب. وقد جاءت المطالبة بالحرب بصفة رئيسية من الولايات الموجودة في الغرب والجنوب.
ادّعى الجانبان النصر في حرب عام 1812 وكان النزاع برمته مجموعة من التناقضات بين الولايات المتحدة الفتية وبريطانيا القوية.

## الجذور
تجادل المؤرخون طويلًا حول الوزن النسبي للأسباب المتعددة التي تكمن وراء جذور حرب 1812. يلخص هذا القسم العديد من العوامل المساهمة التي أدت إلى إعلان الحرب من قبل الولايات المتحدة.

### الشرف وحرب الاستقلال الثانية
كما يذكر ريسجورد (1961)، كان الدافع القوي للأمريكيين هو الرغبة في صون الشرف الوطني في مواجهة ما اعتبروه إهاناتٍ بريطانية، مثل قضية تشيسابيك ليوبارد. كتب إتش. دبليو. براندز: «تحدث صقور الحرب الآخرون عن الصراع مع بريطانيا كحرب استقلال ثانية، اعتنق أندرو جاكسون، الذي ما يزال يحمل ندوبًا من حرب الاستقلال الأولى، هذا الرأي بقناعة تامة. كان الصراع الوشيك حول انتهاكات الحقوق الأمريكية، غير أنه كان أيضًا حول الدفاع عن الهوية الأمريكية. سمّاها الأمريكيون والمؤرخون في الولايات المتحدة في ذلك الوقت «حرب الاستقلال الثانية».
في الوقت نفسه، شعر البريطانيون بالسخط على ما اعتبروه إهاناتٍ، مثل قضية «ليتل بيلت». وجعلهم هذا يصبّون تركيزهم على القبض على قائد سفينة البحر التابعة للولايات المتحدة، الأمر الذي نجحوا في تحقيقه في عام 1815.

### التجنيد والأعمال البحرية
في عام 1807، أدخلت بريطانيا سلسلةً من القيود التجارية عبر مرسوم ملكي لإعاقة التجارة المحايدة مع فرنسا، التي كانت بريطانيا تحاربها في الحروب النابليونية. اعترضت الولايات المتحدة على هذه القيود باعتبارها غير قانونية بموجب القانون الدولي. يذكر المؤرخ ريغنالد هورسمان أن «قسمًا كبيرًا من الرأي البريطاني المؤثر، سواء في الحكومة أو في البلاد، كان يعتقد أن أمريكا تمثل تهديدًا للهيمنة البحرية البريطانية». تضاعفت تقريبًا البحرية الأمريكية التجارية بين عامي 1802 و 1810، مما جعلها أكبر أسطول محايد. كانت بريطانيا الشريك التجاري الأكبر، إذ تلقت 80% من القطن الأمريكي و 50% من الصادرات الأمريكية الأخرى، وكان الجمهور والصحافة البريطانيين يشعرون بالاستياء من المنافسة التجارية والمركنتلية المتنامية. كانت وجهة نظر الولايات المتحدة أن القيود البريطانية انتهكت حقوقها في التجارة مع الآخرين.
خلال الحروب النابليونية، تضخمت البحرية الملكية إلى 176 سفينة خطية و 600 سفينة إجمالًا تطلبت 140 ألف بحار لتزويدها بالرجال. كان بإمكان القوات البحرية الملكية أن تزود سفنها بالمتطوعين في وقت السلم، إلا أنها تنافست في زمن الحرب مع الملاحة التجارية والسفن المسلحة على فرقة من البحارة الخبراء، وبذلك وجهت أنظارها إلى التجنيد من الشاطئ ومن شحن السفن المحلي والأجنبي حين لم تتمكن من تشغيل سفنها بالمتطوعين وحدهم.
اعتقدت الولايات المتحدة أن الفارّين البريطانيين لديهم الحق في أن يصبحوا مواطنين أمريكيين، غير أن بريطانيا لم تعترف بحق يستطيع بموجبه شخص بريطاني التخلي عن جنسيته وأن يصبح مواطن بلد آخر. لذلك، اعتبرت البحرية البريطانية أي مواطن أمريكي معرضًا للتجنيد في حال كان بريطاني المولد. زاد إحجام الولايات المتحدة عن إصدار أوراق التجنيس الرسمية من تفاقم الوضع، وكذلك أيضًا الاستخدام واسع النطاق لبطاقات الهوية أو أوراق الحماية غير الرسمية أو المزورة بين البحارة. وبذلك أصبح التمييز بين الأمريكيين وغير الأمريكيين أمرًا صعبًا على البحرية الملكية وأدى إلى إجبار بعض الأمريكيين الذين لم يكونوا بريطانيين على التجنيد. حصل البعض على حرية الاستئناف. قدّرت الأميرالية أنه كان هناك 11 ألف بحار مجنّس على سفن الولايات المتحدة في عام 1805، وذكر وزير الخزانة الأمريكي ألبرت جالاتين أن 9000 بحار أمريكي كانوا قد وُلدوا في بريطانيا العظمى أو إيرلندا. وجد القبطان إسحاق تشاونسي في عام 1808 أن 58% من البحارة الذين أقاموا في نيويورك سيتي كانوا إما مواطنين مجنسين أو مهاجرين حديثين. وكان 80 بحارًا من بين هؤلاء البحارة ال150 المجنسين من أيرلندا و 54 من أجزاء أخرى من المملكة المتحدة.
تزايد الغضب الأمريكي حين تمركزت الفرقاطات البريطانية خارج موانئ الولايات المتحدة مباشرةً وعلى مرأى من الشواطى الأمريكية للبحث عن السفن وإجبار الرجال بينما هم داخل المياه الإقليمية الأمريكية على التجنيد. أثارت إجراءات التجنيد التي نالت دعايةً جيدة غضب الرأي العام الأمريكي، مثل قضية لياندر وقضية تشيسابيكي ليوبارد.
أُثير غضب الرأي العام البريطاني بدوره من خلال قضية ليتل بيلت، التي اشتبكت فيها سفينة أمريكية ضخمة مع زورق بريطاني صغير، مما أسفر عن مقتل 11 بحارًا بريطانيًا. ادعى كلا الجانبين أن الطرف الآخر أطلق النار أولًا، إلا أن الجمهور البريطاني على وجه التحديد ألقى باللوم على الولايات المتحدة لمهاجمتها سفينةً أصغر، كان هناك دعوات للانتقام في بعض الصحف، في حين تشجعت الولايات المتحدة من خلال حقيقة أنها حققت نصرًا على البحرية الملكية. جنّدت القوات البحرية الأمريكية البحارة البريطانيين بالقوة، غير أن الحكومة البريطانية رأت في التجنيد ممارسةً مقبولةً بشكل عام وفضلت إنقاذ البحارة البريطانيين من التجنيد الأمريكي على أساس كل حالة على انفراد.

### الدعم البريطاني للغارات الهندية
يتألف الإقليم الشمالي الغربي من أوهايو وإنديانا وإلينوي وميشيغان وويسكونسن، وكان ساحة معركة للصراع بين الولايات المتحدة ومختلف القبائل الهندية. تنازلت الإمبراطورية البريطانية عن المنطقة للولايات المتحدة في معاهدة باريس عام 1783، وتجاهل الجانبان حقيقة أن الأرض كانت مأهولةً بشكل جزئي من قبل قبائل مختلفة، من بينها ميامي ووينيباغو وشوني وفوكس وساوك وكيكابو وديلاوير ووياندوت. غادر بعض المحاربين قبائلهم للحاق بتينسكواتاوا، النبي شاوني وشقيق تيكومسيه. كان لدى تينسكواتاوا رؤية لتطهير مجتمعه من خلال طرد «أطفال روح الشر»، والتي كان يقصد بها المستوطنين الأمريكيين. أراد الهنود إقامة دولة خاصة بهم في الشمال الغربي لإنهاء التهديد الأمريكي إلى الأبد، إذ أصبح من الواضح أن الأمريكيين يريدون كل الأراضي في الشمال الغربي القديم للنمو القومي. شكل تينسكواتاوا وتيكومسيه اتحادًا من العديد من القبائل لمنع التوسع الأمريكي. نظر البريطانيون إلى القبائل الهندية بصفتها حلفاءًا هامين وعازل لمستعمراتهم الكندية، فبدأوا بتزويد الهنود بالأسلحة والذخيرة، وأدت الهجمات الهندية اللاحقة على المستوطنين الأمريكيين في الشمال الغربي إلى تفاقم التوترات بين بريطانيا والولايات المتحدة. أخذت الغارات تصبح أمرًا شائعًا في عامي 1810 و 1811، ووجد الغربيون في الكونغرس أن الغارات كانت لا تُحتمل وأرادوا إنهائها بشكل دائم. انقسمت السياسة البريطانية تجاه الهنود. فمن جهة، أراد البريطانيون تشجيع الغارات الهندية من أجل إبقاء الأمريكيين يحاربون في الشمال الغربي، وأرادوا أيضًا الحفاظ على منطقة قدمت أرباحًا كبيرة لتجار الفراء الكنديين. من الجهة الأخرى، كانوا يخشون أن دعمًا مبالغًا به للهنود سيؤدي إلى حرب مع الولايات المتحدة. كانت خطط تيكومسيه لدولة هندية في الشمال الغربي ستفيد أمريكا الشمالية البريطانية من خلال جعلها أكثر قابلية للدفاع، غير أن الهزائم التي عانى منها اتحاد تيكومسيه جعل البريطانيين يشعرون بالريبة من الذهاب أبعد من اللازم في دعم ما يمكن أن يكون قضيةً خاسرة. حاول دبلوماسيون بريطانيون نزع فتيل التوترات على الحدود في الأشهر التي سبقت الحرب.
أعاقت غارات الاتحاد التوسع الأمريكي في الأراضي الزراعية الغنية في الإقليم الشمالي الغربي. كتب برات:
ثمة أدلة وافرة على أن السلطات البريطانية فعلت كل ما في وسعها لتحافظ على ولاء هنود الشمال الغربي أو كسبه مع توقع استخدامهم كحلفاء في حالة الحرب. لا يمكن الحفاظ على الولاء الهندي سوى عبر الهدايا وبالنسبة لهندي ليس هناك هدية مناسبة مثل سلاح فتاك.

## أسباب الحرب
تولى نابليون بونابرت رئاسة الحكومة الفرنسية بعد عام 1799، وأصبح إمبراطورًا بعد عام 1804، ثم جعل من نفسه سيد أوروبا القارية. ظلت بريطانيا تقاتل فرنسا منذ عام 1793 ما عدا فترة يسيرة لالتقاط الأنفاس فقط (1801 ـ 1803). كان نابليون يأمل لمدة طويلة في غزو بريطانيا واحتلالها، ولكن في عام 1805 دمّر الأميرال هوراشيو نيلسون البريطاني أسطوله في معركة الطرف الأغر، مما اضطر نابليون إلى التخلي عن تسيير جيش عبر القنال الإنجليزي، ولذلك شرع عوضًا عن ذلك في تدمير بريطانيا بالقضاء على التجارة البريطانية. وأصدرت بريطانيا، بدورها مجموعة من الأوامر في مجلس العموم تفرض حصارًا على الموانئ الفرنسية وأي موانئ في أوروبا، أو أي مكان آخر تحت السيطرة الفرنسية.

## آثار الحصارين
كان للحصارين البريطاني والفرنسي آثار مدمرة على سفن الولايات المتحدة. فقبل عام 1806، تأثرت الولايات المتحدة من الحرب الأوروبية. وكانت سفن الولايات المتحدة تأخذ البضائع إلى بريطانيا وفرنسا، وزادت قيمة التجارة المحمولة أربعة أضعاف من عام 1791 إلى 1805. ثم تغيّر الحال فجأة. وكان على سفن الولايات المتحدة المتجهة نحو الموانئ الفرنسية أن تتوقف أولاً في ميناء بريطاني للتفتيش ولدفع الرسوم، وإلا صادر البريطانيون ـ على الأرجح ـ السفينة. ولكن نابليون أمر السفن المحايدة بعدم التوقف في الموانئ البريطانية للتفتيش وأعلن أيضًا أنه سيأمر قواته بمصادرة أي سفينة من سفن الولايات المتحدة تطيع أوامر مجلس الوزراء البريطاني.
سيطر الأسطول البريطاني على البحار، ولذلك كان أسهل شيء تفعله سفن الولايات المتحدة هو أن تتاجر مع المحايدين الآخرين، أو بريطانيا أو بترخيص بريطاني فقط. وخرقت قلة ممن لديهم روح المغامرة الحصار البريطاني، وذلك من أجل الأرباح الضخمة التي يمكن أن تحققها، واستمرت في التجارة المحفوفة بالمخاطر مع أوروبا القارية. اشتكت الولايات المتحدة من السياستين الفرنسية والبريطانية معًا بوصفهما حصارين على الورق فقط غير قانونيين، إذ أن أيًا من الجانبين لا يستطيع تنفيذ حصار واسع النطاق كهذا عمليًا.

## إكراه البحارة على التجنيد
كان الأسطول البريطاني دائمًا في حاجة إلى جنود بحرية، وكان أحد أسباب هذه الحاجة أن مئات الهاربين من الأسطول البريطاني قد وجدوا عملاً في سفن الولايات المتحدة. فادعت الحكومة البريطانية أن لها الحق في إيقاف السفن المحايدة في أعالي البحار كما قامت بنزع جنود البحرية بريطانيي المولد بإجبارهم على العودة إلى خدمة البحرية البريطانية. اعترضت الولايات المتحدة بشدة على هذا الإجراء لحد كبير؛ لأن الكثير من المواطنين الأمريكيين بالميلاد قد صودروا خطأ مع جنود البحرية البريطانيين.
حاولت حكومة الولايات المتحدة القيام بعدة إجراءات ما بين عامي 1806 و 1810، لحمل بريطانيا على تغيير سياستها تجاه السفن المحايدة وتجاه المصادرة. فقد حظرت البضائع البريطانية من الأسواق الأمريكية ومنعت الصادرات من الولايات المتحدة إلى بريطانيا. كما حاولت فتح الموانئ الأمريكية للجميع ما عدا السفن البريطانية والفرنسية.
أضرت هذه الإجراءات بالتجارة الأمريكية عبر البحار، فقد دمرت تقريبًا أصحاب السفن في الساحل الشرقي، والمزارعين في الجنوب، وفشلت في تغيير سياسة بريطانيا. وفي نوفمبر 1811، هيّأ رئيس الولايات المتحدة جيمس ماديسون شعبه للحرب.

## تحركات نحو الحرب

المسرح الشمالي من الحرب

ساند كثيرٌ من الناس في الولايات المتحدة خوض الحرب ضد بريطانيا، إلا أن التجار في نيو إنجلاند عارضوها خوفًا من دمار أسطولهم البحري إضافة إلى تعاطفهم مع بريطانيا في كفاحها ضد نابليون.

## القوات

### أميركا
خلال السنوات 1810-1812، قُسمت السفن البحرية الأمريكية إلى قسمين رئيسيين، (الفرقة الشمالية)، ومقرها نيويورك، بقيادة العميد البحري جون رودجرز، و(الفرقة الجنوبية)، ومقرها نورفولك، بقيادة العميد البحري ستيفن ديكاتور، على الرغم من عدم وجود تهديد كبير لكندا في عام 1812، كانت البحرية الأمريكية قوة محترفة ومدربة جيدًا تضم أكثر من 5000 بحار ومشاة البحرية. كان لديها 14 سفينة حربية عابرة للمحيط. كانت مشكلتها الرئيسية هي نقص التمويل، حيث لم ير الكثير في الكونغرس الحاجة إلى قوة بحرية قوية. كانت أكبر السفن في البحرية الأمريكية عبارة عن سفن متوسطة الحجم ولم تكن هناك سفن قادرة على المشاركة في أسطول مع البحرية الملكية. في أعالي البحار، اتبع الأمريكيون إستراتيجية تجارية تتمثل في الإغارة على التجار البريطانيين أو أسرهم وإغراقهم مع سفنهم وقراصنتهم. كانت البحرية مركزة بشكل كبير على ساحل المحيط الأطلسي قبل الحرب حيث كان لديها زورقان حربيان فقط على بحيرة شامبلين، أحدهما على بحيرة أونتاريو والآخر في بحيرة إيري عندما بدأت الحرب.
كان جيش الولايات المتحدة في البداية أكبر بكثير من الجيش البريطاني في أمريكا الشمالية. كانت القيادة غير متسقة في سلك الضباط الأمريكيين حيث أثبت بعض الضباط أنهم متميزون، لكن كثيرين آخرين كانوا غير مؤهلين، بسبب توليهم المناصب لمصالح سياسية. كان الكونغرس معاديًا للجيش النظامي واستدعت الحكومة 450 ألف رجل من مليشيات الدولة أثناء الحرب.
كانت مليشيات الدولة ضعيفة التدريب والتسليح والقيادة، وهذا ما أوضحه الغزو الفاشل لبحيرة شامبلين بقيادة الجنرال ديربورن. هزم الجيش البريطاني بشكل سليم مليشيات ماريلاند وفيرجينيا في معركة بلادينسبيرغ عام 1814 وعلق الرئيس ماديسون قائلًا: لم أكن أتصور وجود فرق كبير بين القوات النظامية وقوات الميليشيا، لولا مشاهدتي لهذا اليوم.

### بريطانيا
كانت الولايات المتحدة مصدر قلق ثانوي لبريطانيا، طالما استمرت الحرب مع فرنسا. في عام 1813، كان لدى فرنسا 80 سفينة وكانت في طور بناء 35 سفينة أخرى وكان احتواء الأسطول الفرنسي هو الشاغل الرئيسي للبحرية البريطانية، ولم يتبق سوى السفن الموجودة في محطتي أمريكا الشمالية وجامايكا لتكون متاحة. في كندا العليا، كان لدى البريطانيين البحرية الإقليمية. في حين كانوا غير مسلحين لكنهم كانوا ضروريين للحفاظ على إمداد الجيش لأن الطرق كانت سيئة هناك. في بداية الحرب، كان لدى البحرية الإقليمية أربع سفن مسلحة صغيرة على بحيرة أونتاريو، وثلاثة على بحيرة إيري وواحدة على بحيرة شامبلين. فاق عدد مشاة البحرية الإقليمية عددًا كبيرًا على أي شيء يمكن أن يجلبه الأمريكيون للتأثير على منطقة البحيرات العظمى.
عندما اندلعت الحرب، كان عدد الجيش البريطاني في أمريكا الشمالية 9777 رجلًا في الوحدات النظامية. بينما كان الجيش البريطاني مشاركًا في حرب شبه الجزيرة، كان هناك القليل من التعزيزات المتاحة. على الرغم من أن عدد البريطانيين كان أقل، إلا أن العسكريين النظاميين والمقاتلين الذين خدموا لفترة طويلة كانوا أفضل تدريبًا وأكثر احترافًا من جيش الولايات المتحدة. كانت مليشيات كندا العليا وكندا السفلى في البداية أقل فعالية بكثير، ولكن رُفعت أعداد كبيرة من الميليشيات بدوام كامل أثناء الحرب ولعبت لاحقًا أدوارًا محورية في العديد من الاشتباكات، بما في ذلك معركة شاتوغواي التي تسببت في تخلي الأمريكيين عن نهر سانت لورانس.

### السكان الأصليين
كانت العصابات والقبائل تعتبر نفسها حليفة للبريطانيين أو الأمريكيين وليست تابعة لهم. زودتهم القبائل الهندية المختلفة التي تقاتل مع قوات الولايات المتحدة بالقوات الخفيفة الأكثر فاعلية بينما احتاج البريطانيون إلى حلفاء محليين للتعويض عن دنيتهم العددية. تجنب الحلفاء الأصليون للبريطانيين واتحاد تيكومسيه في الغرب وإيروكوا في الشرق المعارك الضارية واعتمدوا على الحرب غير النظامية، بما في ذلك الغارات والكمائن التي استفادت من معرفتهم بالتضاريس. بالإضافة إلى ذلك، كانوا يتمتعون بقدرة عالية على الحركة وقادرون على السير لمسافة 30-50 ميلًا في اليوم. سعى قادتهم للقتال فقط في ظل ظروف مواتية وتجنبوا أي معركة وعدت بخسائر فادحة، وفعلوا ما يعتقدون أنه الأفضل لقبائلهم، ما أزعج الجنرالات الأمريكيين والبريطانيين. لم ير المقاتلون الأصليون أي مشكلة في الانسحاب إذا لزم الأمر لإنقاذ الضحايا. لقد سعوا دائمًا إلى محاصرة العدو، حيثما أمكن، لتجنب أن تتم محاصرتهم والاستفادة الفعالة من التضاريس. كانت أسلحتهم الرئيسية عبارة عن مزيج من البنادق، والأقواس، والسكاكين، والسيوف، بالإضافة إلى الهراوات.
سبق الحرب سنوات من الخلاف الدبلوماسي، ومع ذلك لم يكن أي من الطرفين مستعدًا للحرب عندما جاءت. كانت بريطانيا منخرطة بشدة في الحروب النابليونية، ونُشر معظم الجيش البريطاني في حرب شبه الجزيرة في البرتغال وإسبانيا، وكانت البحرية الملكية تحاصر معظم سواحل أوروبا. كان عدد القوات النظامية البريطانية الموجودة في كندا في يوليو 1812 رسميًا 6034، بدعم من الميليشيات الكندية الإضافية. طوال الحرب، كان وزير الحرب البريطاني هو إيرل باتهورست، الذي لم يكن لديه سوى القليل من القوات لتعزيز دفاعات أمريكا الشمالية خلال العامين الأولين من الحرب. وحث الجنرال جورج بريفوست للحفاظ على إستراتيجية دفاعية. اتبع بريفوست، الذي كان يحظى بثقة الكنديين، هذه التعليمات وركز على الدفاع عن كندا السفلى على حساب كندا العليا، التي كانت أكثر عرضة للهجمات الأمريكية وسمحت ببعض الأعمال الهجومية. على عكس الحملات على طول الساحل الشرقي، كان على بريفوست أن يعمل بدون دعم من البحرية الملكية.
وبما أن الولايات المتحدة لم تكن مستعدة للحرب. افترض ماديسون أن ميليشيات الدولة سوف تستولي بسهولة على كندا وأن المفاوضات سوف تستمر. في عام 1812، تألف الجيش النظامي من أقل من 12000 رجل. سمح الكونغرس بتوسيع الجيش إلى 35000 رجل، لكن الخدمة كانت طوعية وغير شعبية. اعترضت الميليشيا على الخدمة خارج بلدانهم الأصلية، وكانوا غير منضبطين وكان أداؤهم سيئًا ضد القوات البريطانية عندما طُلب منهم القتال في منطقة غير مألوفة. رفضت عدة ميليشيات الأوامر بعبور الحدود والقتال على الأراضي الكندية.
عانت الملاحقة الأمريكية للحرب من عدم شعبيتها، خاصة في نيو إنغلاند حيث كان المتحدثون المناهضون للحرب صريحين. أعضاء الكونغرس من ماساتشوستس إيبينيزر سيفر وويليام ويدجري تعرضوا للإهانة والتهميش علانيةً في بوسطن بينما قُبض على رئيس المحكمة العليا في بليموث تشارلز تورنر في 3 أغسطس 1812. واجهت الولايات المتحدة صعوبة كبيرة في تمويل حربها. لقد حلت بنكها الوطني، وعارض المصرفيون الخاصون في الشمال الشرقي الحرب، لكنها حصلت على تمويل من بنك بارينغز في لندن لتغطية التزامات السندات الخارجية. فشلت نيو إنغلاند في توفير وحدات الميليشيات أو الدعم المالي، وهو ما كان بمثابة ضربة خطيرة، ووجهت ولايات نيو إنغلاند تهديدات صاخبة بالانفصال كما يتضح من اتفاقية هارتفورد. استغلت بريطانيا هذه الانقسامات، وحاصرت الموانئ الجنوبية في معظم أوقات الحرب وشجعت عمليات التهريب.

## سير الحرب

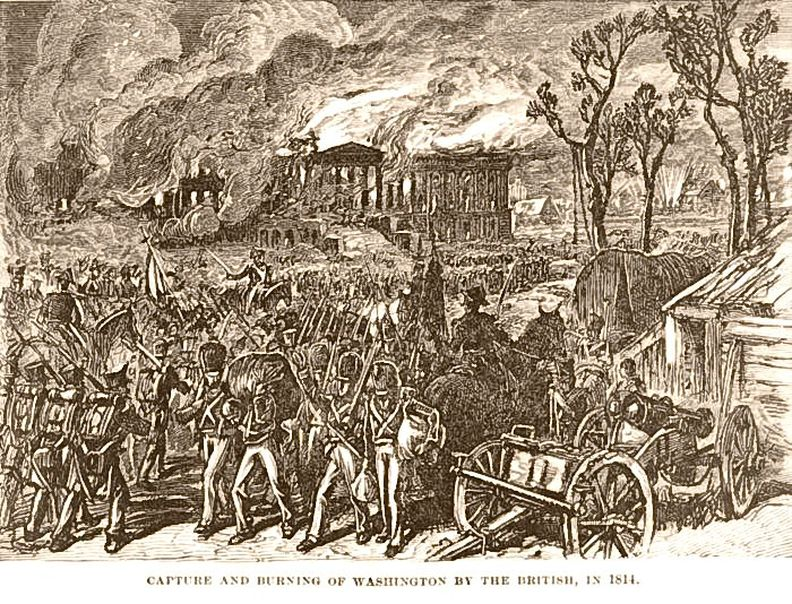
رسم يُظهِر استيلاء البريطانيِّين على واشنطن وإحراقها عام 1814.

لم تكن حرب 1812 صراعًا مستخدمًا فيه كل الطاقات من أي من الجهتين، إذ لم تكن الولايات المتحدة مستعدة استعدادًا جيدًا، وكانت بريطانيا ترى الحرب جانبًا مزعجًا بالنسبة لصراعها مع فرنسا. وفي 18 يونيو عام 1812 أعلنت الولايات المتحدة الحرب على بريطانيا. وقبل يومين من ذلك، كانت الحكومة البريطانية قد أعلنت أنها ستلغي رسميًا أمر مجلس الوزراء، ولكن هذه الأخبار لم تصل أمريكا في الوقت المناسب.
اعتمدت الولايات المتحدة في المعارك البحرية على السفن الحربية الخاصة، وهي سفن مسلحة يملكها بعض الأشخاص، وتستأجرها الحكومة لتحارب بها. كان الأسطول البريطاني أكثر قوة، ولذا حاصر ساحل الولايات المتحدة مدمرًا بذلك التجارة الأمريكية بدرجة كبيرة. كسب الأمريكيون معركة بحرية في بحيرة إري في العاشر من سبتمبر عام 1813 عندما هزمت السفن التسع لأوليفر هازارد بيري، ست سفنٍ بريطانية. أما في البر، فقد فشلت خطة للأمريكيين من ثلاثة اتجاهات لغزو كندا، بسبب المقاومة البريطانية، وجزئيًا لأن بعض قوات المليشيا الأمريكية رفضت أن تساند فريقها نفسه.
في أبريل 1813، استولى الأمريكيون على يورك (تورنتو حاليًا)، عاصمة كندا لفترة قصيرة. هزم البريطانيون وحلفاؤهم الهنود بقيادة تيكومسيه عند تقهقرهم من ديترويت. وبعد انتصار بيري البحري في بحيرة إيري، وذلك في معركة نهر التيمز في أونتاريو في الخامس من أكتوبر 1813، قُتل تيكومسيه ونقض قتله حِلف القبائل الهندية المتحالفة مع البريطانيين.
بحلول عام 1814، كان نابليون قد انهزم في أوروبا، واستطاعت بريطانيا أن ترسل ما يزيد على 15,000 جندي للدفاع عن كندا. وقامت الولايات المتحدة بمحاولة أخيرة للغزو. وقد أصبح الأمريكيون آنذاك يملكون قوات مدربة تدريبًا جيدًا ومنضبطة، وهزموا البريطانيين في معركة شيبيوا [الإنجليزية] ومع ذلك ادعى كلا الجانبين انتصاره في معركة لندي لين (25 يوليو 1814).
انسحبت قوات الولايات المتحدة من كندا. وانتهت المحاولات البريطانية للاستيلاء على نيويورك عن طريق بحيرة شامبلين بتقهقر سريع، عندما حطم أسطول بريطاني في البحيرة، مما هدد خطوط الإمدادات البريطانية عند العودة إلى كندا. نزلت قوة عسكرية بريطانية أخرى في خليج تشيزبيك، واحتُلت العاصمة الأمريكية واشنطن في أغسطس، مشعلة النار في مبنى الكابيتول والبيت الأبيض وقد سميت هذه الحادثة بحريق واشنطن.
كانت المعركة الأخيرة في الحرب هي معركة نيو أورليانز التي جرت في الثامن من يناير عام 1815، ومثلها مثل إعلان الحرب فإن هذه الحرب كان بالإمكان تلافيها لو كان هناك اتصال سريع، فقد وقُعت معاهدة سلام في غنت ببلجيكا قبل 15 يومًا من نشوب المعركة.
كان البريطانيون قد أرسلوا جيشًا من أكثر من8,000 رجل للاستيلاء على نيو أورليانز وساروا مباشرة نحو الحصون التي كان قد أعدها القائد الأمريكي، اللواء أندرو جاكسون. وأصابت المدفعية الأمريكية والرماة المهرة نحو 1,500 جندي بريطاني ما بين قتيل وجريح بما فيهم القائد، اللواء السير إدوارد باكنهام، وخسر الأمريكيون القليل من الرجال في هذه المعركة.

## معاهدة غنت
قاسى الشعب البريطاني من الحرب وخصوصًا من ضرائبها، وخشي عدد متزايد من الأمريكيين من حدوث كارثة إذا استمرت الحرب. اجتمع مندوبا البلدين في غنت ببلجيكا في أغسطس عام 1814. وأخيرًا وُقِّعت معاهدة في 24 ديسمبر عام 1814م، في غنت. ووفقًا لشروط هذه المعاهدة، تسلم كل الأراضي التي كان قد استولى عليها كل طرف، ويعود كل شيء إلى ما كان عليه قبل الحرب تمامًا. وتسوِّي لجان من البلدين أي نقاط خلاف حول الحدود. ولم يُذكر أي شيء مطلقًا في المعاهدة عن المصادرات أو الحصارات أو أوامر مجلس الوزراء البريطاني على الرغم من أنها كانت كما كان معتقدًا سببًا في نشوب الحرب.

## نتائج الحرب
لم تحل الحرب أيًا من القضايا التي كانت الولايات المتحدة قد اشتبكت بشأنها مع بريطانيا. ولكن معظم هذه القضايا تلاشت خلال السنين التالية. وأثناء الحرب اكتسب أمريكيان، هما أندرو جاكسون وويليام هنري هاريسون، شهرة عسكرية لما قاما به من دور كبير في هذه الحرب أهلتهما للدخول في انتخابات الرئاسة بالولايات المتحدة الأمريكية.

## حصيلة الحرب
حصيلة هذه الحرب من الجانب البريطاني هي وفاة 1,600 جندي، ومن الجانب الأمريكي وفاة 2,260 جندي.